# Таловка (Зміїногорський район)
Та́ловка (рос. Таловка) — село у складі Зміїногорського району Алтайського краю, Росія. Адміністративний центр та єдиний населений пункт Таловської сільської ради.

## Населення
Населення — 908 осіб (2010; 1209 у 2002).
Національний склад (станом на 2002 рік):
- росіяни — 95 %